# Carl Aal
Carl Aal (auch Karl Aal; * vor 1885; † nach 1899) war ein deutscher Musiker, der Ende des 19. Jahrhunderts aktiv war.

## Leben
Carl Aal wurde im 19. Jahrhundert geboren. Die genauen Geburts- und Sterbedaten so wie  weitere Lebensdaten sind nicht bekannt.  Ende der 1890er Jahre veröffentlichte er beim P. J. Tonger Verlag mehrere Alben mit Salon- und Tanzmusik für verschiedene Besetzungen. Obwohl Carl Aal heute weitgehend unbekannt ist, spiegeln seine Werke die musikalischen Vorlieben und den gesellschaftlichen Geschmack seiner Zeit wider. Seine Kompositionen tragen zur Geschichte der leichten Tanzmusik bei und bieten einen Einblick in die musikalische Kultur des späten 19. Jahrhunderts.

## Werke (Auswahl)
- Tanzkranz 16 leichte Tänze (in 1 Bd.), P. J. Tonger, Köln, 1897 OCLC 1327691844 OCLC 1327690998 OCLC 1327691981 Kornblumen-Polonaise OCLC 1327693515 Die Sammlung wird im Märzheft des Jahres 1897 der Monatsberichte von Friedrich Hofmeister aufgeführt.[1]
- Von Rhein und Mosel Tanzalbum in 16 Nummern, Tonger, Köln, um 1900 OCLC 1072829092 Das Album erschien bei P. J. Tonger in den Ausgaben für Klavier solo, Violine solo, für zwei Violinen, für zwei Violinen und Klavier und für zwei Violinen, Trompete und Klavier. I Zeltinger Schloss Polonaise II Bernkasteler Doktor Walzer III Geisenheimer Schottisch IV Rüdesheimer Polka-Mazurka V Niersteiner Rheinländer VI Johannisberger Cabinet-Quadrille (Contre.) VII Rhein-Schaumwein-Galopp VIII Oppenheimer-Kreuz-Polka IX Rauenthaler Walzer X Scharzhofberger Polka XI Marcobrunner Quadrille á la cour (Lanciers) XII Hochheimer Tyrolienne XIII Forster Traminer - Rheinländer XIV Brauneberger Walzer XV Winkler Hasensprung Polka XVI Steinberger Cabinet - Marsch (Digitalisat bei dilibri) Die Sammlung wird im Juniheft des Jahres 1899 der Monatsberichte von Friedrich Hofmeister aufgeführt.[2] Daraus: Forster Traminer Rheinländer OCLC 1327694277
- Pas de Quatre für Klavier OCLC 1327686192
- Pas de Patineurs für Klavier OCLC 1327684544
- Böhmische Volks- und Tanzlieder für Klavier, Tonger, Köln, Juni 1899 OCLC 1327694732 Die Sammlung wird im Septemberband des Jahres 1899 der Monatsberichte von Friedrich Hofmeister aufgeführt.[3]